# 神奈川県私立中学高等学校協会
一般財団法人神奈川県私立中学高等学校協会（かながわけんしりつちゅうがくこうとうがっこうきょうかい）は、神奈川県に所在するほぼすべての私立中学校、高等学校および中等教育学校が参加している財団法人である。

## 所在地
〒221-0833 神奈川県横浜市神奈川区高島台7-5 神奈川県私学会館内

## 支部および加盟校の一覧

### 横浜地区

#### 横浜中央地区
横浜市（神奈川区・中区・西区・保土ケ谷区 ・南区）
| - 浅野中学校・高等学校 （学校法人浅野学園） - 神奈川学園中学校・高等学校 （学校法人神奈川学園） - 関東学院中学校高等学校 （学校法人関東学院） - 聖光学院中学校・高等学校 （学校法人聖マリア学院） - 捜真女学校中学部・高等学部 （学校法人捜真学院） | - フェリス女学院中学校・高等学校 （学校法人フェリス女学院） - 青山学院横浜英和中学高等学校 （学校法人横浜英和学院） - 横浜共立学園中学校・高等学校 （学校法人横浜共立学園） - 横浜女学院中学校・高等学校 （学校法人横浜学院） - 横浜清風高等学校 （学校法人明倫学園） | - 横浜創英中学校・高等学校 （学校法人堀井学園） - 横浜雙葉中学校・高等学校 （学校法人横浜雙葉学園） |

#### 横浜北地区
横浜市（港北区・鶴見区・都筑区）
| - 慶應義塾普通部 （慶應義塾） - 慶應義塾高等学校 （慶應義塾） - サレジオ学院中学校・高等学校 （学校法人サレジオ学院） - 清心女子高等学校 （学校法人大谷学園） - 聖ヨゼフ学園中学校・高等学校 （学校法人アトンメント会 聖ヨゼフ学園） | - 英理女子学院高等学校 （学校法人高木学園） - 橘学苑中学校・高等学校 （学校法人橘学苑） - 鶴見大学附属中学校・高等学校 （学校法人総持学園） - 日本大学中学校・高等学校 （学校法人日本大学） - 白鵬女子高等学校 （学校法人白鵬女子学院） | - 武相中学校・高等学校 （学校法人武相学園） - 法政大学国際高等学校 （学校法人法政大学） - 中央大学附属横浜中学校・高等学校 （学校法人中央大学） |

#### 横浜南地区
横浜市（泉区・磯子区・金沢区・港南区・栄区・戸塚区）
| - 関東学院六浦中学校・高等学校 （学校法人関東学院） - 公文国際学園中等部・高等部 （学校法人公文学園） - 秀英高等学校 （学校法人大谷学園） - 山手学院中学校・高等学校 （学校法人山手英学院） - 横浜中学校・高等学校 （学校法人徳心学園） | - 横浜学園高等学校 （学校法人横浜学園） - 横浜創学館高等学校 （学校法人翔光学園） |

#### 横浜西地区
横浜市（青葉区・旭区・瀬谷区・緑区）
| - 神奈川大学附属中・高等学校 （学校法人神奈川大学） - 星槎中学校・高等学校 （学校法人国際学園） - 桐蔭学園中学校・高等学校・中等教育学校 （学校法人桐蔭学園） - 横浜富士見丘学園中等教育学校 （学校法人富士見丘学園） - 森村学園中等部・高等部 （学校法人森村学園） | - 横浜商科大学高等学校 （学校法人横浜商科大学高等学校） - 横浜翠陵中学校・高等学校 （学校法人堀井学園） - 横浜隼人中学校・高等学校 （学校法人大谷学園） |

### 川崎地区
川崎市（麻生区・川崎区・幸区・高津区・多摩区・中原区・宮前区）
| - 大西学園中学校・高等学校 （学校法人大西学園） - カリタス女子中学高等学校 （学校法人カリタス学園） - 洗足学園中学校・高等学校 （学校法人洗足学園） - 桐光学園中学校・高等学校 （学校法人桐光学園） - 日本女子大学附属中学校・高等学校 （学校法人日本女子大学） | - 法政大学第二中学校・高等学校 （学校法人法政大学） |

### 鎌倉・横須賀地区
鎌倉市・逗子市・横須賀市・三浦市・三浦郡（葉山町）
| - 栄光学園中学校・高等学校 （学校法人栄光学園） - 鎌倉学園中学校・高等学校 （学校法人鎌倉学園） - 鎌倉女学院中学校・高等学校 （学校法人鎌倉女学院） - 鎌倉女子大学中等部・高等部 （学校法人鎌倉女子大学） - 北鎌倉女子学園中学校・高等学校 （学校法人北鎌倉女子学園） | - 湘南学院高等学校 （学校法人湘南学院） - 逗子開成中学校・高等学校 （学校法人逗子開成学園） - 清泉女学院中学校・高等学校 （学校法人清泉女学院） - 聖和学院中学校・高等学校 （学校法人聖和学院） - 三浦学苑高等学校 （学校法人三浦学苑） | - 緑ヶ丘女子中学校・高等学校 （学校法人緑ヶ丘学院） - 横須賀学院中学校・高等学校 （学校法人横須賀学院） |

### 県央地区
綾瀬市・厚木市・伊勢原市・海老名市・相模原市・座間市・秦野市・大和市・愛甲郡（愛川町・清川村）・高座郡（寒川町）
| - 麻布大学附属高等学校 （学校法人麻布獣医学園） - 厚木中央高等学校 （学校法人鈴木学園） - 柏木学園高等学校 （学校法人柏木学園） - 相模原高等学校 (私立) （学校法人光明学園） - 向上高等学校・自修館中等教育学校 （学校法人向上学園） | - 相模女子大学中学部・高等部 （学校法人相模女子大学） - 聖セシリア女子中学校・高等学校 （学校法人大和学園聖セシリア） - 東海大学付属相模高等学校・中等部 （学校法人東海大学） |

### 湘南地区
茅ヶ崎市・平塚市・藤沢市・中郡（大磯町）
| - アレセイア湘南中学校・高等学校 （学校法人平和学園） - 慶應義塾湘南藤沢中等部・高等部 （学校法人慶應義塾） - 湘南学園中学校・高等学校 （学校法人湘南学園） - 湘南工科大学附属高等学校 （学校法人湘南工科大学） - 湘南白百合学園中学校・高等学校 （学校法人湘南白百合学園） | - 藤嶺学園藤沢中学校・高等学校 （学校法人藤嶺学園） - 藤沢翔陵高等学校 （学校法人藤嶺学園） - 鵠沼高等学校 （学校法人藤嶺学園） | - 聖ステパノ学園中学校 （学校法人聖ステパノ学園） - 日本大学藤沢中学校・高等学校 （学校法人日本大学） - 聖園女学院中学校・高等学校 （学校法人南山学園） - 平塚学園高等学校 （学校法人平塚学園） |

### 小田原・足柄地区
小田原市・南足柄市・足柄上郡（大井町・開成町・中井町・松田町・山北町）・足柄下郡（箱根町・真鶴町・湯河原町）・中郡（二宮町）
| - 旭丘高等学校 （学校法人新名学園） - 函嶺白百合学園中学校・高等学校 （学校法人函嶺白百合学園） - 立花学園高等学校 （学校法人立花学園） - 相洋中学校・高等学校 （学校法人明徳学園） |

## 未加盟の私立中学校および私立高等学校
- シュタイナー学園中等部・高等部（学校法人シュタイナー学園）相模原市緑区名倉に所在
- 湘南ライナス学園中学部・高等部（学校法人湘南ライナス学園）小田原市に所在※2012年4月1日から休校中